# Burza tropikalna

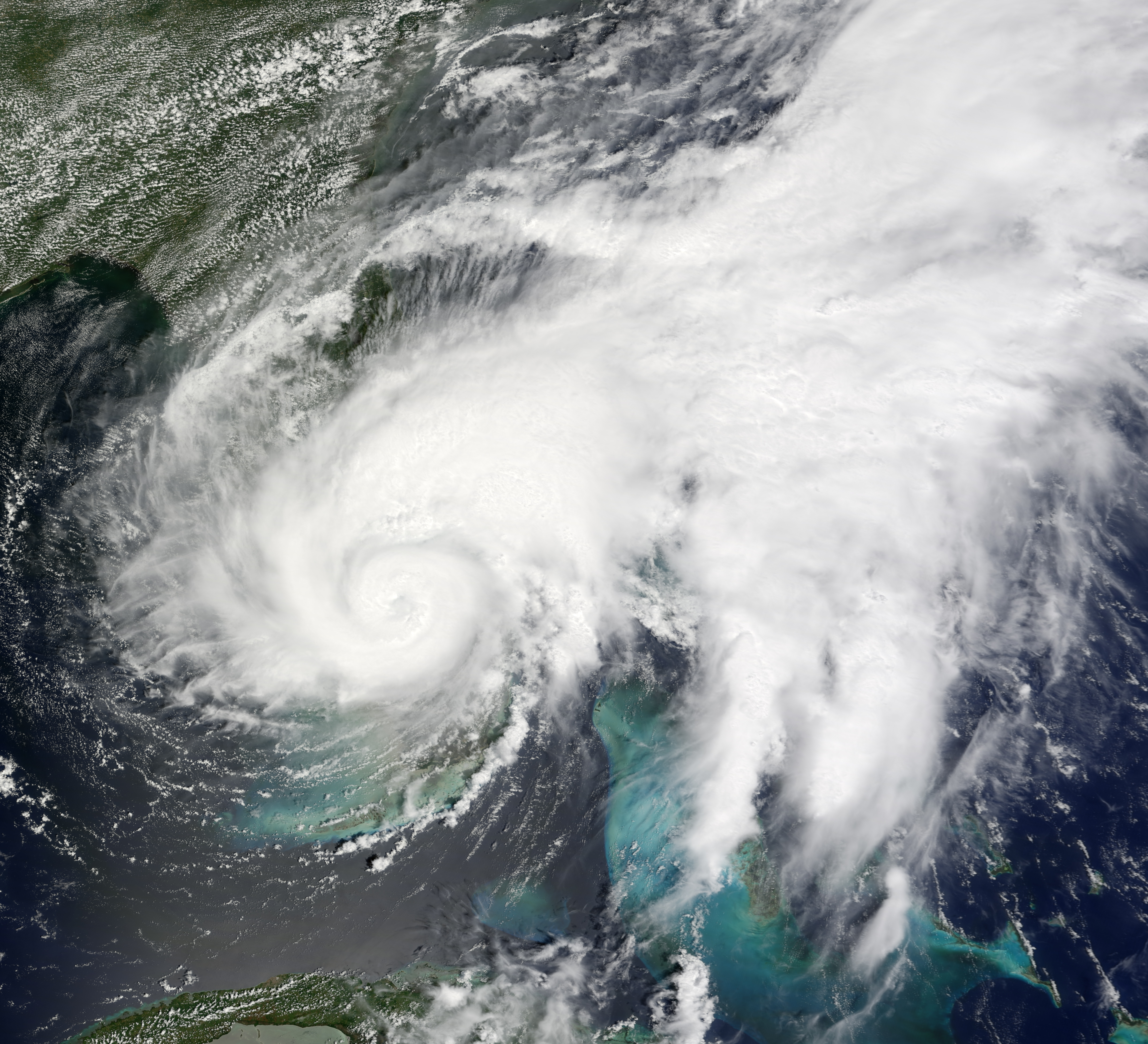
Cyklon Fay 19 sierpnia 2008

Burza tropikalna (również sztorm tropikalny) – cyklon tropikalny z wiatrami wiejącymi z prędkością od 39 do 73 mil/h (od 63 do 117 km/h). Cyklony ze słabszymi wiatrami noszą miano depresji tropikalnej, a te z wiatrami ponad 73 mil/h, huraganu.